# Вьетнамская империя
Вьетнамская империя (вьет. Đế quốc Việt Nam 帝國越南) — марионеточное прояпонское государство, короткое время существовавшее на территории Вьетнама в конце Второй мировой войны

## Предыстория
Вскоре после падения Франции администрация Французского Индокитая, контролируемая из Вишистской Франции, разрешила Японии оккупировать северную часть своей территории. В стране был установлен «совместный протекторат» Японии и Вишистской администрации.
Оккупировав Индокитай, Япония сначала осторожно, стремясь избегать конфликтов с французской администрацией, а с 1942 года широко и агрессивно развернула пропаганду паназиатских идей среди местного населения, привлекая на свою сторону различные националистические группы и организации, которые рассчитывали с помощью Японии добиться успехов в антиколониальной борьбе за независимость Вьетнама. На этой социальной базе с помощью японцев были созданы Национал-социалистическая партия Великого Вьета, Партия народного правления Великого Вьета и др. В 1942—1943 годах при активной поддержке Японии активизировали свою деятельность политико-религиозные движения «Као Дай» и «Хоа Хао».
Деятельность прояпонских сил облегчалась тем, что с началом Второй мировой войны колониальная администрация серьёзно ослабила Коммунистическую партию Индокитая. Многие организации КПИК были разгромлены. C конца 1939 года местопребывание ЦК партии перенесли из Сайгона в Северный Вьетнам, а затем, после оккупации Северного Вьетнама Японией — на некоторое время в Южный Китай. 19 мая 1941 года в Цзинси (Южный Китай) на совещании представителей КПИК и первых организаций Спасения Родины было провозглашено образование Лиги борьбы за независимость Вьетнама (Вьетминь). Центром деятельности Вьетминя стал Вьетбак.
К началу 1945 года вооружённые силы Японии потерпели ряд серьёзных неудач. Поражение на Филиппинских островах привело японское командование в замешательство. Обстановка требовала выработки новых планов ведения войны. В этой ситуации японские оккупационные войска организовали 9 марта 1945 года государственный переворот в Индокитае, ликвидировав французскую администрацию. Оккупации французские войска большей частью сложили оружие. Лишь несколько подразделений оказались способными с боями прорваться сквозь японские кордоны к китайской границе.

## Вьетнамская империя
Чтобы заручиться поддержкой вьетнамцев, Япония заявила, что она возвращает власть над Вьетнамом законным представителям династии Нгуен, и 11 марта 1945 года была провозглашена реставрация Бао Дая (очевидно, что это могло случиться так быстро лишь в том случае, если между Бао Даем и японцами была предварительная договорённость), превратившего Вьетнам в колонию Франции. Сразу же после переворота вышли из подполья и активизировали свою деятельность те вьетнамские националистические силы, которые ориентировались на Японию. Они восторженно приветствовали независимость и японских «освободителей». 17 апреля был сформирован новый кабинет во главе с одним из правых прояпонски настроенных националистов Чан Чонг Кимом.
9—12 марта 1945 года в местечке Тисон (провинция Бакнинь) состоялся расширенный пленум бюро ЦК КПИК, который дал оценку сложившейся политической ситуации в стране и определил тактику партии в новых условиях. Лозунг «Долой японцев и французов!», использовавшийся с 1940 по март 1945 года, был заменён лозунгом «Долой японских фашистов!». Были приняты решения о начале борьбы за установление коммунистического режима в Индокитае и о подготовке ко всеобщему восстанию. Партизанские отряды в Северном Вьетнаме получили приказ разоружить те изолированные гарнизоны и посты французской армии и Армии безопасности (вспомогательные войска из вьетнамцев, созданные французами), которые не были намерены сопротивляться японскому перевороту. Некоторые из таких операций прошли успешно: французы были не только деморализованы и не хотели воевать, но порой и предпочитали отдавать оружие вьетнамцам, а не японцам.
15—20 апреля 1945 года в уезде Хиепхоа (провинция Бакзянг) была созвана военно-революционная конференция Вьетминя, которая наметила план подготовки ко всеобщему восстанию. Конференция призвала к образованию местных органов власти: Народных комитетов и Комитетов освобождения. В соответствии с решением конференции в мае 1945 года все вооружённые силы Вьетминя объединялись в единую Вьетнамскую освободительную армию. Народные комитеты на местах назначались сначала Вьетнамской освободительной армией, а затем с их помощью создавались организации Спасения Родины. Был также создан Военно-революционный комитет Северного Вьетнама.
4 мая 1945 года правительство во главе с Чан Чонг Кимом впервые собралось в Хюэ.  Между тем Южный Вьетнам оставался под прямым японским управлением, как Кохинхина во времена французского господства.
4 июня 1945 года в шести провинциях Северного Вьетнама (Каобанг, Баккан, Лангшон, Тхайнгуен, Туенкуанг и Хазянг) возник единый освобождённый район с центром в местечке Танчао (провинция Туйенкуанг), который к августу распространил своё влияние на ряд провинций нижней и средней дельты Красной реки.
На переговорах, инициированных правительством Вьетнамской империи, японцы сначала не желали идти на дальнейшие уступки, но общая ситуация вынудила их согласиться в июне и июле на дальнейшие шаги по территориальному воссоединению Вьетнама. 16 июня Бао Дай издал декрет о воссоединении, 29 июня Цутихаси — японский генерал-губернатор Индокитая — подписал ряд указов о передаче начиная с 1 июля различных функций от японской администрации правительствам Вьетнама, Лаоса и Камбоджи. В июле подготовка к воссоединению началась в управляемом японцами Южном Вьетнаме; при этом она сопровождалась пропагандой, утверждающей, что «если Япония проиграет войну, то воссоединение Вьетнама станет невозможным».
13 июля Чан Чонг Ким прибыл в Ханой для прямых переговоров с Цутихаси. Тот согласился передать с 20 июля Ханой, Хайфон и Дананг под контроль правительства Вьетнамской империи. Также было решено, что церемония воссоединения с Южным Вьетнамом состоится в Сайгоне 8 августа.
26 июля 1945 года Союзники приняли Потсдамскую декларацию, потребовавшую от Японии безоговорочной капитуляции. Было очевидно, что Япония войну не выиграет. Страх перед возможным наказанием за коллаборационизм отпугнул многих потенциальных сторонников Чан Чонг Кима и Бао Дая, численность их правительства начала стремительно уменьшаться. 7 августа правительство Чан Чонг Кима ушло в отставку. Бао Дай попросил его сформировать новое правительство, но конец войны сделал это невозможным. Вступление СССР в войну против Японии и атомные бомбардировки Хиросимы и Нагасаки привели к тому, что японцы махнули на всё рукой и согласились на территориальное воссоединение Вьетнама.

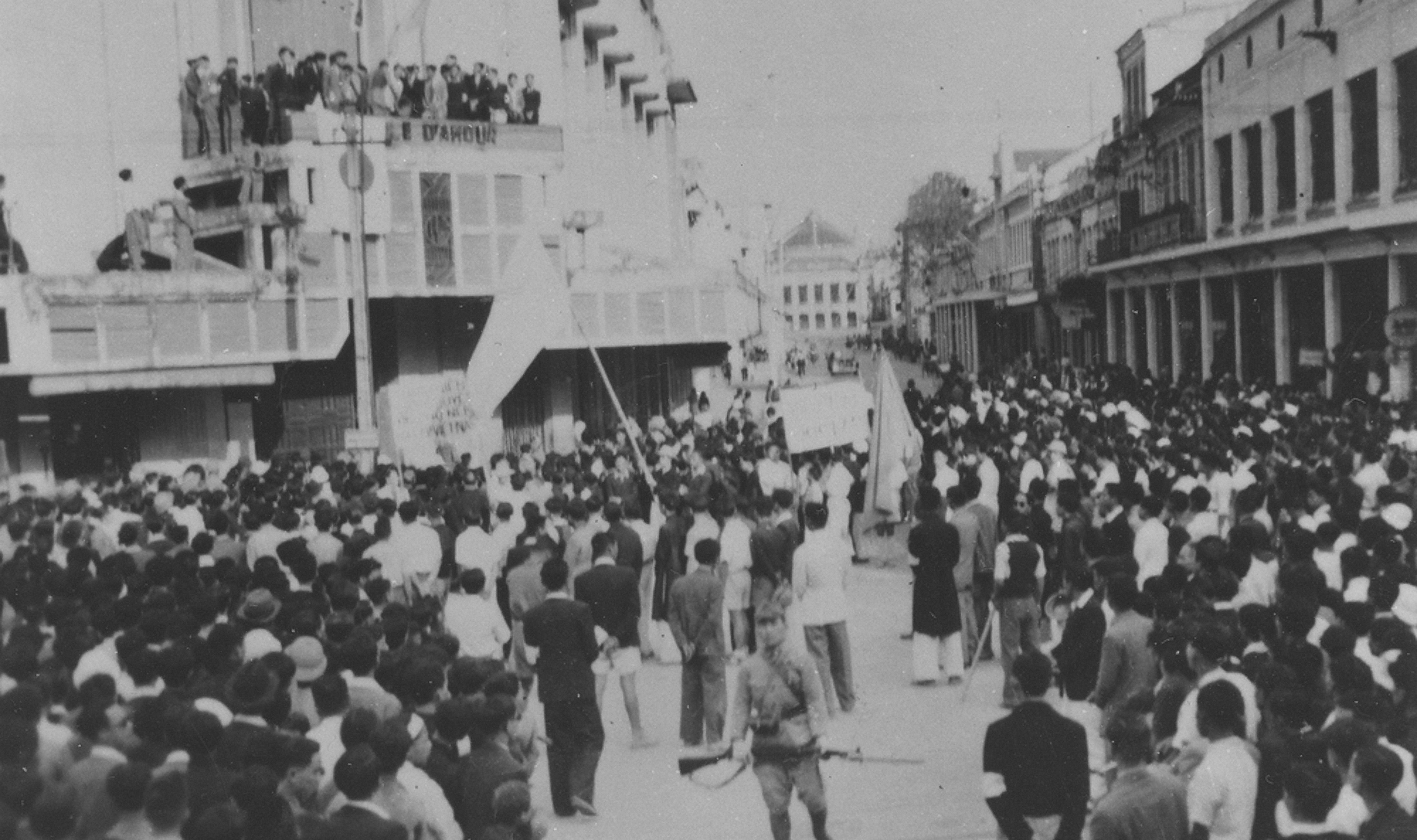
Про-японский митинг в Ханое после государственного переворота 9 марта 1945 г.

## Августовская революция
13—15 августа 1945 года в Танчао состоялась конференция КПИК, которая приняла решение о начале всеобщего восстания во Вьетнаме. 16 августа в Танчао собрался Национальный совет фронта Вьетминь, который одобрил решение о начале всеобщего Восстания и избрал Национально-освободительный комитет Вьетнама (Временное правительство) во главе с Хо Ши Мином. В течение 10 дней Августовская революция одержала победу во всей стране: в Ханое — 19 августа, в Хюэ — 23 августа, в Сайгоне — 25 августа.

## Падение Вьетнамской империи
Морально сломленные капитуляцией, представители японского военного и гражданского персонала во Вьетнаме раскололись по вопросу об отношении к происходящему. Чан Чонг Ким пытался взять контроль над ситуацией в свои руки, но это ему не удалось. 21 августа Япония официально объявила прекращение огня, и 25 августа 1945 года император Бао Дай отрёкся от престола. Вьетнамская империя прекратила своё существование.
2 сентября 1945 года от имени Временного правительства Хо Ши Мин на 500-тысячном митинге в Ханое огласил Декларацию независимости, знаменовавшую рождение Демократической республики Вьетнам. Не желающая смиряться с потерей колоний Франция отправила в Индокитай войска. Началась «Война сопротивления».